# Philippe de Villiers de L’Isle-Adam
Philippe de Villiers de L’Isle-Adam (Beauvais, 1464 – Rabat, 1534. augusztus 21.) francia nemes a L’Isle-Adam városbeli de Villiers nemzetségből, 1521-től haláláig a Jeruzsálemi Szent János Ispotályos Lovagrend 44. nagymestere volt. Latin névalakja Philippus Villiersius, ex Insula-Adami.

## Életútja
18 évesen lépett be a rendbe, majd 1480-ban Pierre d’Aubusson nagymester a rend akkori birtokára, Rodosz szigetére hívta, hogy a védelem megerősítésében részt vegyen. 1510-ben a flotta parancsnokaként győzelmet aratott az egyiptomi hajóhad fölött, ezért Emery d’Amboise nagymester előléptette. 1512-ben az ispotály vezetője lett. 1515-től a nagymester követe volt a francia udvarban, 1519-ben pedig az auvergne-i langue priorja lett, mielőtt Fabrizio del Carretto nagymester utódául választották 1521. január 22-én. A rend ekkor már jó ideje háborúban állt az Oszmán Birodalommal, és éppen Villiers uralma alatt került sor a végső török támadásra a sziget ellen. Szulejmán 50 000 fős seregének sokáig sikerült ellenállniuk, ám végül 1523. január 1-jén 160 megmaradt lovagja és 4000 rodoszi lakossal együtt elhagyta a szigetet. Hétéves hányódás kezdődött a Földközi-tenger medencéjében, amelynek egy részét a szicíliai Siracusa városában töltötték. 1524-ben Károly szicíliai király és német-római császár felajánlotta a rendnek Málta szigeteit, ám a rend megfigyelői nem találták alkalmasnak a megtelepedésre.
1530 októberében Villiers mégis elfogadta Máltát, és behajózott a Nagy Kikötőbe. November 13-án átvette Notabile kulcsait, ezzel a rend a szigetek hűbérura lett. Ahelyett, hogy a fővárosban rendezkedett volna be, a kikötőben álló Castello a Mare várát választotta székhelyéül. Azonnal hozzálátott a város megerősítéséhez, és a sziget régi közigazgatásával párhuzamosan felállította a saját hivatalait. A szigetet kettéosztotta: a régi főváros és a hozzá tartozó egyházközségek (Naxxar, Birkirkara, Siġġiewi és Żebbuġ) a kapitány (capitano della verga vagy hakim) irányítása alatt maradtak, míg Żabbar, Żejtun, Żurrieq, Qormi és Bir Miftuħ területe közvetlenül a rend közigazgatása alá került. Az építkezések sok munkalehetőséget biztosítottak a helyieknek is. 1533-ban megnyitotta az ispotályt egy magánházban. A munkálatok ellenére Villiers haláláig reménykedett, hogy Rodoszt visszafoglalhatják. A következő évben halt meg Rabatban.